# Holzhausen bei Buchloe

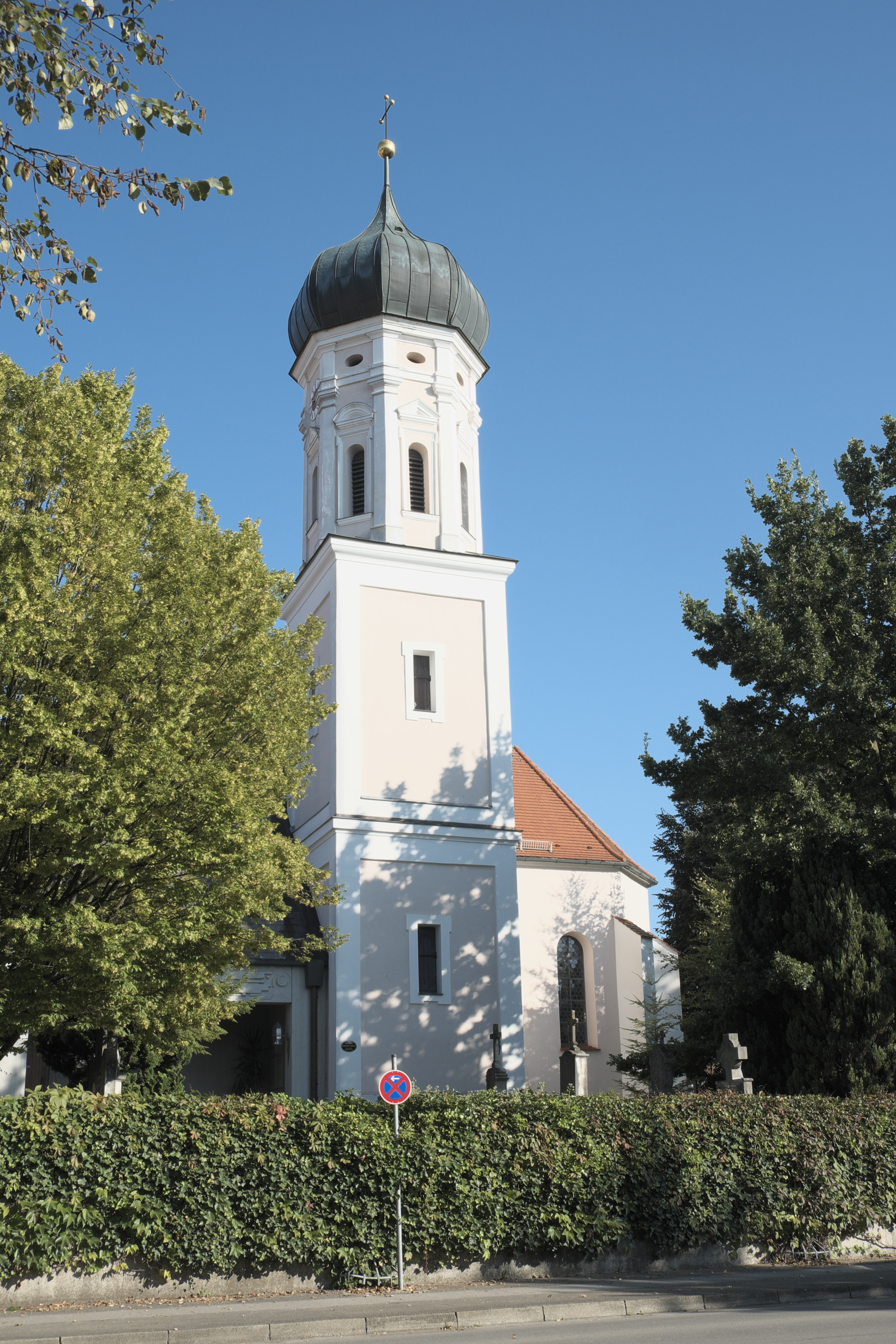
Pfarrkirche Sankt Johannes der Täufer und Johannes Evangelist

Holzhausen bei Buchloe ist ein Ortsteil der Gemeinde Igling und eine Gemarkung im oberbayerischen Landkreis Landsberg am Lech.

## Geografie
Das Pfarrdorf Holzhausen bei Buchloe liegt circa fünf Kilometer südwestlich von Igling.
Östlich des Pfarrdorfes erhebt sich der Obere Riedberg (686 m). Durch den Ortskern fließt der Dorfbach, der dort in die Singold mündet.
Die Gemarkung hat eine Fläche von 753,5596 ha und liegt im Südwesten des Gemeindegebiets. Einziger Gemeindeteil auf der Gemarkung ist das gleichnamige Pfarrdorf.

## Geschichte
Holzhausen samt Schloss gehörte zunächst zum Kloster Heilig Kreuz in Augsburg und bildete eine eigene Hofmark.
Das Kloster Steingaden erwarb im Laufe mehrere Jahrhunderte zunächst 1295 den Kirchensatz, 1494 die Hofmark und schließlich 1643 auch das Schloss in Holzhausen. Die hohe Gerichtsbarkeit lag beim Landgericht Landsberg.
Ende des 18. Jahrhunderts werden in dem Pfarrdorf 38 Anwesen genannt, 29 waren dem Kloster Steingaden und je eines den Klöstern St. Ulrich und Afra und Heilig Kreuz in Augsburg grundbar. Drei Anwesen waren selbsteigen.
Nach der Säkularisation ging das Schloss in eine Pfarrpfründe über. Im Zuge des zweiten Gemeindeedikts entstand 1818 die Gemeinde Holzhausen, die am 1. Mai 1978 nach Igling eingegliedert wurde. Einziger Ort der Gemeinde war das gleichnamige Pfarrdorf. Der Einwohnerstand in der Zeit von 1840 bis 1987 schwankte zwischen 266 (1840) und 970 (1946).
Die Namensänderung von Holzhausen zu Holzhausen b.Buchlohe erfolgte 1951.

## Sehenswürdigkeiten
In Holzhausen befindet sich die katholische Pfarrkirche Sankt Johannes der Täufer und Johannes Evangelist. Die im Kern spätgotische Kirche wurde 1739 erneuert.
Ebenfalls im Ortskern befindet sich das ehemalige Schloss Rudolfshausen von 1581. Unter Denkmalschutz stehen ferner der Jüdische Friedhof, der Brauereigasthof aus der Mitte des 18. Jahrhunderts, ein Kleinhaus (im Kern Ende 18. Jahrhundert) sowie die sogenannte Rindenkapelle (1856 über älterem Kern).
Siehe auch: Liste der Baudenkmäler in Holzhausen bei Buchloe

## Bodendenkmäler
Siehe: Liste der Bodendenkmäler in Igling